# Sclerocopa heliochra
Sclerocopa heliochra är en fjärilsart som beskrevs av Edward Meyrick 1937. Sclerocopa heliochra ingår i släktet Sclerocopa och familjen stävmalar. Inga underarter finns listade i Catalogue of Life.